# Tiridates II của Parthia
Tiridates II của Parthia được người Parthia dựng lên để chống lại Phraates IV vào khoảng năm 32 TCN, nhưng ông đã bị Phraates đánh đuổi sau khi ông ta quay trở về cùng với sự trợ giúp từ người Scythia. Tiridates đã bỏ chạy tới Syria, tại đó Augustus đã cho phép ông được ở lại, nhưng từ chối trợ giúp cho ông.
Trong những năm sau này Tiridates đã xâm lược Parthia một lần nữa; một số đồng tiền xu có niên đại vào khoảng tháng 3 và tháng 5năm 26 TCN, cùng với tên của một vị vua "Arsaces Philoromaios," thuộc về ông; ở trên mặt trái chúng có hình ảnh của nhà vua ngồi trên ngai vàng cùng với thần Tyche đưa một cành cọ hướng về phía ông. Ông sớm bị trục xuất một lần nữa, và đem theo một người con trai của Phraates tới chỗ Augustus. Augustus đã trao trả cậu bé lại cho người cha của mình, nhưng từ chối giao nộp "nô lệ bỏ trốn Tiridates."